# Lista de episódios de Penny Dreadful
Penny Dreadful é uma série de terror e fantasia exibida nos Estados Unidos pelo canal Showtime  e no Brasil pela HBO. Foi criada por John Logan e produzida por Logan e Sam Mendes. A série entrelaça as origens de vários personagens famosos literários de terror como o Dr. Victor Frankenstein, Van Helsing, Dorian Gray, Jack o Estripador, Lobisomem e Drácula, que espalham sua monstruosa alienação na Londres da época vitoriana.
O título se refere aos Penny Dreadfuls, publicações de ficção e terror que eram vendidas na Inglaterra do século 19. Por serem histórias que custavam um centavo, tinham como apelido "centavos do terror".
A série estreou no dia 9 de maio de 2014 no Showtime OnDemand, e logo depois, no dia 11 de maio no canal Showtime. A série passou a ser transmitida no Brasil no dia 13 de junho de 2014 pelo canal pago HBO. Em Portugal, o seriado passa desde o dia 25 de maio pelo canal premium TVSéries.
A segunda temporada de Penny Dreadful estreou em 20 de Abril de 2015. Seu último episódio foi exibido em 31 de junho de 2015. Já a terceira temporada estreiou em 01 de maio de 2016 e contou com 9 episódios, sendo o último exbido em 19 de junho de 2016.
Penny Dreadful foi finalizada ao fim de sua terceira temporada.

## Resumo
| Temporada | Temporada | Eps. | Exibição original  | Exibição original   |
| Temporada | Temporada | Eps. | Estreia            | Final               |
| --------- | --------- | ---- | ------------------ | ------------------- |
|           | 1         | 8    | 11 de Maio de 2014 | 29 de Junho de 2014 |
|           | 2         | 10   | 03 de Maio de 2015 | 05 de Julho de 2015 |
|           | 3         | 9    | 01 de Maio de 2016 | 19 de Junho de 2016 |

## Episódios

### 1ª Temporada (2014)
| No. na série | No. | Título                         | Diretor(s)     | Escritor(s) | Exibição            |
| ------------ | --- | ------------------------------ | -------------- | ----------- | ------------------- |
| 1            | 1   | "Night Work"                   | J. A. Bayona   | John Logan  | 11 de Maio de 2014  |
| 2            | 2   | "Seánce"                       | J. A. Bayona   | John Logan  | 18 de Maio de 2014  |
| 3            | 3   | "Ressurrection"                | Dearbhla Walsh | John Logan  | 25 de Maio de 2014  |
| 4            | 4   | "Demimonde"                    | Dearbhla Walsh | John Logan  | 01 de Junho de 2014 |
| 5            | 5   | "Closer Than Sisters"          | Coky Giedroyc  | John Logan  | 08 de Junho de 2014 |
| 6            | 6   | "What Death Can Join Together" | Coky Giedroyc  | John Logan  | 15 de Junho de 2014 |
| 7            | 7   | "Possession"                   | James Hawes    | John Logan  | 22 de Junho de 2014 |
| 8            | 8   | "Grand Guignol"                | James Hawes    | John Logan  | 29 de Junho de 2014 |

### 2ª Temporada (2015)
| No. na série | No. | Título                            | Diretor(s)    | Escritor(s) | Exibição            |
| ------------ | --- | --------------------------------- | ------------- | ----------- | ------------------- |
| 9            | 1   | "Fresh Hell"                      | James Hawes   | John Logan  | 03 de Maio de 2015  |
| 10           | 2   | "Verbis Diablo"                   | James Hawes   | John Logan  | 10 de Maio de 2015  |
| 11           | 3   | "The Nightcomers"                 | Brian Kirk    | John Logan  | 17 de Maio de 2015  |
| 12           | 4   | "Evil Spirits in Heavenly Places" | Damon Thomas  | John Logan  | 24 de Maio de 2015  |
| 13           | 5   | "Above the Vaulted Sky"           | Damon Thomas  | John Logan  | 31 de Maio de 2015  |
| 14           | 6   | "Glorious Horrors"                | James Hawes   | John Logan  | 07 de Junho de 2015 |
| 15           | 7   | "Little Scorpion"                 | Brian Kirk    | John Logan  | 14 de Junho de 2015 |
| 16           | 8   | "Memento Mori"                    | Kari Skogland | John Logan  | 21 de Junho de 2015 |
| 17           | 9   | "And Hell Itself My Only Foe"     | Brian Kirk    | John Logan  | 28 de Junho de 2015 |
| 18           | 10  | "And They Were Enemies"           | Brian Kirk    | John Logan  | 05 de Julho de 2015 |

### 3ª Temporada (2016)
| No. na série | No. | Título                     | Diretor(s)   | Escritor(s)                              | Exibição            |
| ------------ | --- | -------------------------- | ------------ | ---------------------------------------- | ------------------- |
| 19           | 1   | "The Day Tennyson Died"    | Damon Thomas | John Logan                               | 01 de Maio de 2016  |
| 20           | 2   | "Predators Far and Near"   | Damon Thomas | John Logan                               | 08 de Maio de 2016  |
| 21           | 3   | "Good and Evil Braided Be" | Damon Thomas | John Logan                               | 15 de Maio de 2016  |
| 22           | 4   | "A Blade of Grass"         | Toa Fraser   | John Logan                               | 22 de Maio de 2016  |
| 23           | 5   | "This World Is Our Hell"   | Paco Cabezas | Andrew Hinderaker                        | 29 de Maio de 2016  |
| 24           | 6   | "No Beast So Fierce"       | Paco Cabezas | Andrew Hinderaker e Krysty Wilson-Cairns | 05 de Junho de 2016 |
| 25           | 7   | "Ebb Tide"                 | Paco Cabezas | John Logan                               | 12 de Junho de 2016 |
| 26           | 8   | "Perpetual Night"          | Damon Thomas | John Logan                               | 19 de Junho de 2016 |
| 27           | 9   | "The Blessed Dark"         | Paco Cabezas | John Logan                               | 19 de Junho de 2016 |